# They Say It’s Wonderful
They Say It’s Wonderful (dt. Titel: Man sagt, verliebt sein, das wäre wundervoll) ist ein Lied, das 1946 von Irving Berlin für das Musical Annie Get Your Gun geschrieben wurde. In der am Broadway uraufgeführten Version des Musicals wurde es gesungen von Ethel Merman und Ray Middleton.
Das Lied wurde oft von Jazzmusikern gecovert, unter anderem von Perry Como, Frank Sinatra, Sarah Vaughan, Doris Day, Johnny Hartman (mit John Coltrane) und Tony Bennett. Die Version von Perry Como war ein Nummer-eins-Hit in Australien. 
Das Lied wurde teils unter dem Namen Falling in Love Is Wonderful veröffentlicht, etwa von Jimmy Scott. Deutsche Versionen stammen von Bibi Johns und Heidi Brühl mit Robert Trehy.